# I Liga 1973/1974
Ekstraklasa 1973/74 byla nejvyšší polskou fotbalovou soutěží. Vítězem se stal a do Poháru mistrů evropských zemí 1974/75 se kvalifikoval Ruch Chorzów. Do Poháru UEFA se kvalifikovaly týmy Górnik Zabrze a Legia Varšava. O účasti v Poháru UEFA rozhodovalo pořadí po 27. kole,kdy byla liga přerušena kvůli mistrovství světa, protože zbývající 3 kola se dohrávala až v červenci a srpnu. Účast v Poháru vítězů pohárů si zajistil finalista poháru Gwardia Varšava.
Soutěže se zúčastnilo celkem 16 celků, soutěž se hrála způsobem každý s každým doma-venku (celkem tedy 26 kol) systémem podzim-jaro. Sestoupily poslední 2 týmy.

## Tabulka
| Poř. | Tým                  | Z  | V  | R  | P  | VG | OG | B  |
| ---- | -------------------- | -- | -- | -- | -- | -- | -- | -- |
| 1.   | Ruch Chorzów         | 30 | 14 | 13 | 3  | 53 | 23 | 41 |
| 2.   | Górnik Zabrze        | 30 | 16 | 6  | 8  | 43 | 27 | 38 |
| 3.   | Stal Mielec          | 30 | 13 | 11 | 6  | 41 | 24 | 37 |
| 4.   | Legia Varšava        | 30 | 12 | 10 | 8  | 38 | 28 | 34 |
| 5.   | Wisla Krakov         | 30 | 11 | 12 | 7  | 35 | 27 | 34 |
| 6.   | ŁKS Łódź             | 30 | 9  | 11 | 10 | 24 | 28 | 29 |
| 7.   | ROW Rybnik           | 30 | 9  | 11 | 10 | 24 | 28 | 29 |
| 8.   | Pogoń Szczecin       | 30 | 8  | 13 | 9  | 28 | 38 | 29 |
| 9.   | Gwardia Varšava      | 30 | 7  | 14 | 9  | 26 | 27 | 28 |
| 10.  | Lech Poznań          | 30 | 8  | 12 | 10 | 25 | 26 | 28 |
| 11.  | Zagłębie Sosnowiec   | 30 | 10 | 7  | 13 | 22 | 31 | 27 |
| 12.  | Polonia Bytom        | 30 | 7  | 13 | 10 | 23 | 34 | 27 |
| 13.  | Śląsk Wrocław (N)    | 30 | 9  | 9  | 12 | 21 | 34 | 27 |
| 14.  | Szombierki Bytom (N) | 30 | 8  | 10 | 12 | 26 | 31 | 26 |
| 15.  | Odra Opole           | 30 | 6  | 12 | 12 | 25 | 37 | 24 |
| 16.  | Zagłębie Wałbrzych   | 30 | 7  | 8  | 15 | 22 | 33 | 22 |

|  | Pohár mistrů evropských zemí 1974/75 |
|  | Pohár vítězů pohárů 1974/75          |
|  | Pohár UEFA 1974/75                   |
|  | Sestup do 2. ligy                    |

## Nejlepší střelci
|    |        | hráč           | tým          | PG |
| -- | ------ | -------------- | ------------ | -- |
| 1. | Polsko | Zdzisław Kapka | Wisla Krakov | 15 |
| 2. | Polsko | Grzegorz Lato  | Stal Mielec  | 13 |
| 2. | Polsko | Joachim Marx   | Ruch Chorzów | 13 |

## Soupiska mistra
Piotr Czaja (29/0), Jacek Kurowski (1/0) - Konrad Bajger (30/0), Jan Benigier (28/9), Józef Bon (27/3), Bronisław Bula (29/10), Piotr Drzewiecki (28/0), Jerzy Falber (7/1),  Piotr Hellebrandi (1/0), Stefan Herisz (22/4), Józef Kopicera (28/6), Ireneusz Malcher (5/0), Joachim Marx (26/13), Zygmunt Maszczyk (29/3), Marian Ostafiński (30/2), Henryk Pluta (1/0), Marian Wasilewski (11/1), Albin Wira (2/0), Jerzy Wyrobek (24/0) - trenér Michal Vičan